# Песчанка (Житомирская область)
Песчанка (укр. Піщанка) — село на Украине, находится в Житомирском районе Житомирской области.
Код КОАТУУ — 1822085602. Население по переписи 2001 года составляет 394 человека. Почтовый индекс — 12402. Телефонный код — 412. Занимает площадь 1,28 км².

## Адрес местного совета
12402, Житомирская область, Житомирский р-н, с.Олиевка, ул.Щорса, 68